# Rolliniopsis parviflora
Rolliniopsis parviflora (A. St.-Hil.) Saff. – gatunek rośliny z rodziny flaszowcowatych (Annonaceae Juss.). Występuje endemicznie w Brazylii. 

## Morfologia
PokrójZimozielone drzewo lub krzew dorastające do 1–6 m wysokości.
LiścieMają owalny lub eliptyczny kształt. Mierzą 4–8 cm długości oraz 1–4 cm szerokości. Blaszka liściowa jest całobrzega o tępym wierzchołku.
OwoceSynkarpiczne, o kulistym kształcie. Osiągają 7–12 mm długości i 4–6 mm szerokości.

## Biologia i ekologia
Rośnie w lasach. Występuje na wysokości do 1000 m n.p.m.

## Zmienność
W obrębie tego gatunku wyróżniono jedną odmianę:
- Rolliniopsis parviflora var. latifoila (Mart.) R.E. Fr.